# Districtul Nong Prue
Nong Prue (în thailandeză หนองปรือ) este un district (Amphoe) din provincia Kanchanaburi, Thailanda, cu o populație de 29.703 locuitori și o suprafață de 502,2 km².

## Componență
Districtul este subdivizat în 3 subdistricte (tambon), care sunt subdivizate în 43 de sate (muban).
| Nr. | Nume           | În thailandeză | Sate | Locuitori |  |
| --- | -------------- | -------------- | ---- | --------- |  |
| 1.  | Nong Prue      | หนองปรือ        | 20   | 17,812    |  |
| 2.  | Nong Pla Lai   | หนองปลาไหล     | 14   | 6,047     |  |
| 3.  | Somdet Charoen | สมเด็จเจริญ      | 5    | 5,844     |  |